# Chlum (Svatý Jan nad Malší)
Chlum (německy Chlum) je malá vesnice, část obce Svatý Jan nad Malší v okrese České Budějovice v Jihočeském kraji. Nachází se asi 2,5 kilometru jižně od Svatého Jana nad Malší. Je zde evidováno 43 adres. V roce 2011 zde trvale žilo 35 obyvatel.
Chlum leží v katastrálním území Chlum nad Malší o rozloze 4,59 km².

## Historie
První písemná zmínka o vesnici pochází z roku 1459.

## Obyvatelstvo
| Rok            | 1869 | 1880 | 1890 | 1900 | 1910 | 1921 | 1930 | 1950 | 1961 | 1970 | 1980 | 1991 | 2001 | 2011 | 2021 |
| -------------- | ---- | ---- | ---- | ---- | ---- | ---- | ---- | ---- | ---- | ---- | ---- | ---- | ---- | ---- | ---- |
| Počet obyvatel | 156  | 169  | 149  | 167  | 174  | 169  | 134  | 72   | 76   | 57   | 55   | 25   | 23   | 35   | 30   |
| Počet domů     | 26   | 26   | 28   | 28   | 27   | 27   | 29   | 30   | 30   | 18   | 15   | 14   | 32   | 32   | 31   |

## Obecní správa
Při sčítání lidu v letech 1850–1943 Chlum byl samostatnou obcí v okrese České Budějovice (v letech 1850–1910 Budějovice). V letech 1943–1945 byl osadou obce Pořešín, ale v letech 1945–1960 byl uváděn znovu jako obec, se kterým patřil nejprve do okresu České Budějovice, ale v roce 1950 v okrese Kaplice a od roku 1960 opět v okrese České Budějovice. Od 12. června 1960 je částí obce Svatý Jan nad Malší v okrese České Budějovice. V letech 1850–1960 k obci patřila Malče.

## Průmysl
Probíhá zde průmyslová těžba vltavínů a drahých kamenů.

## Další fotografie

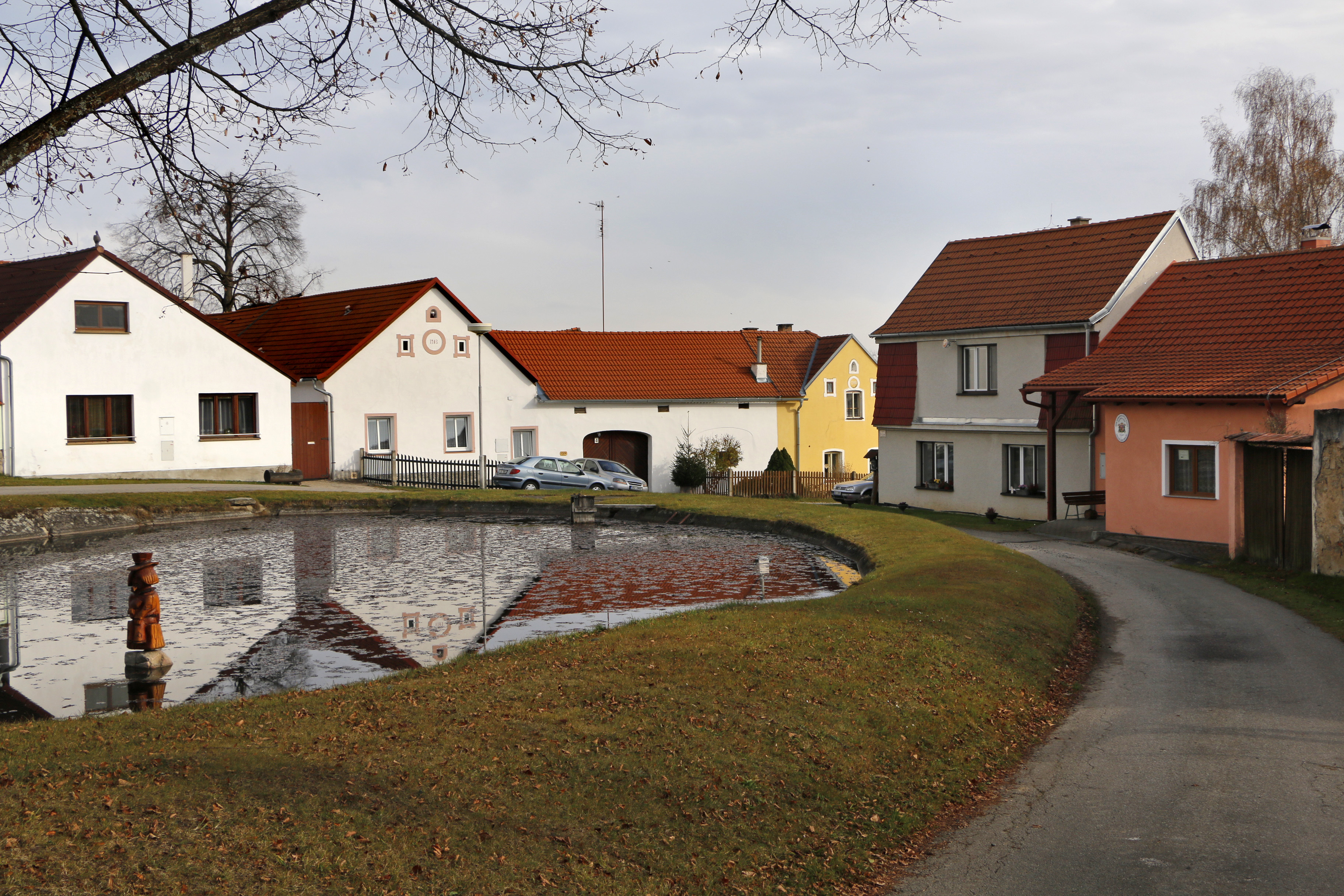
Rybník
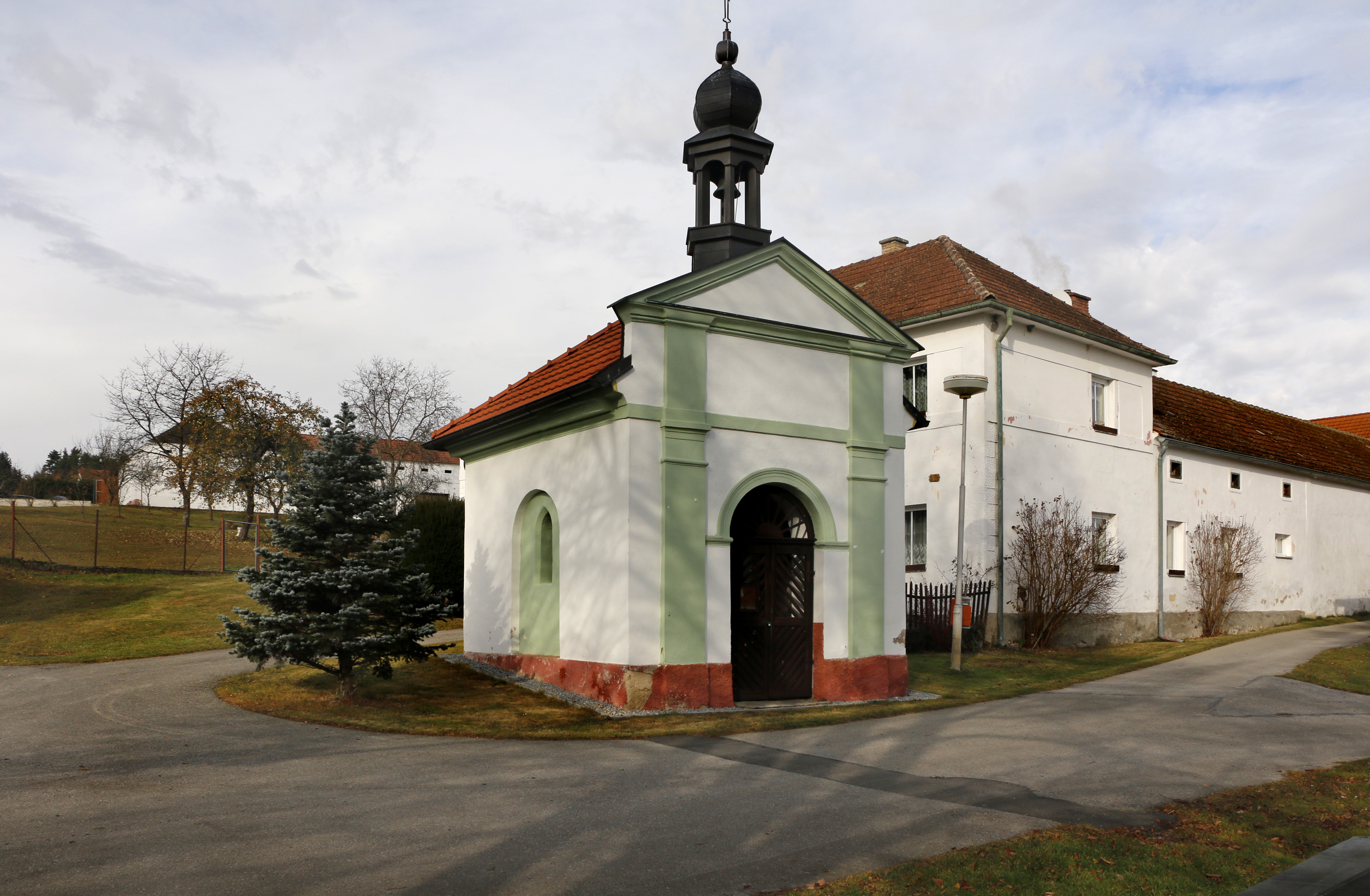
Kaple
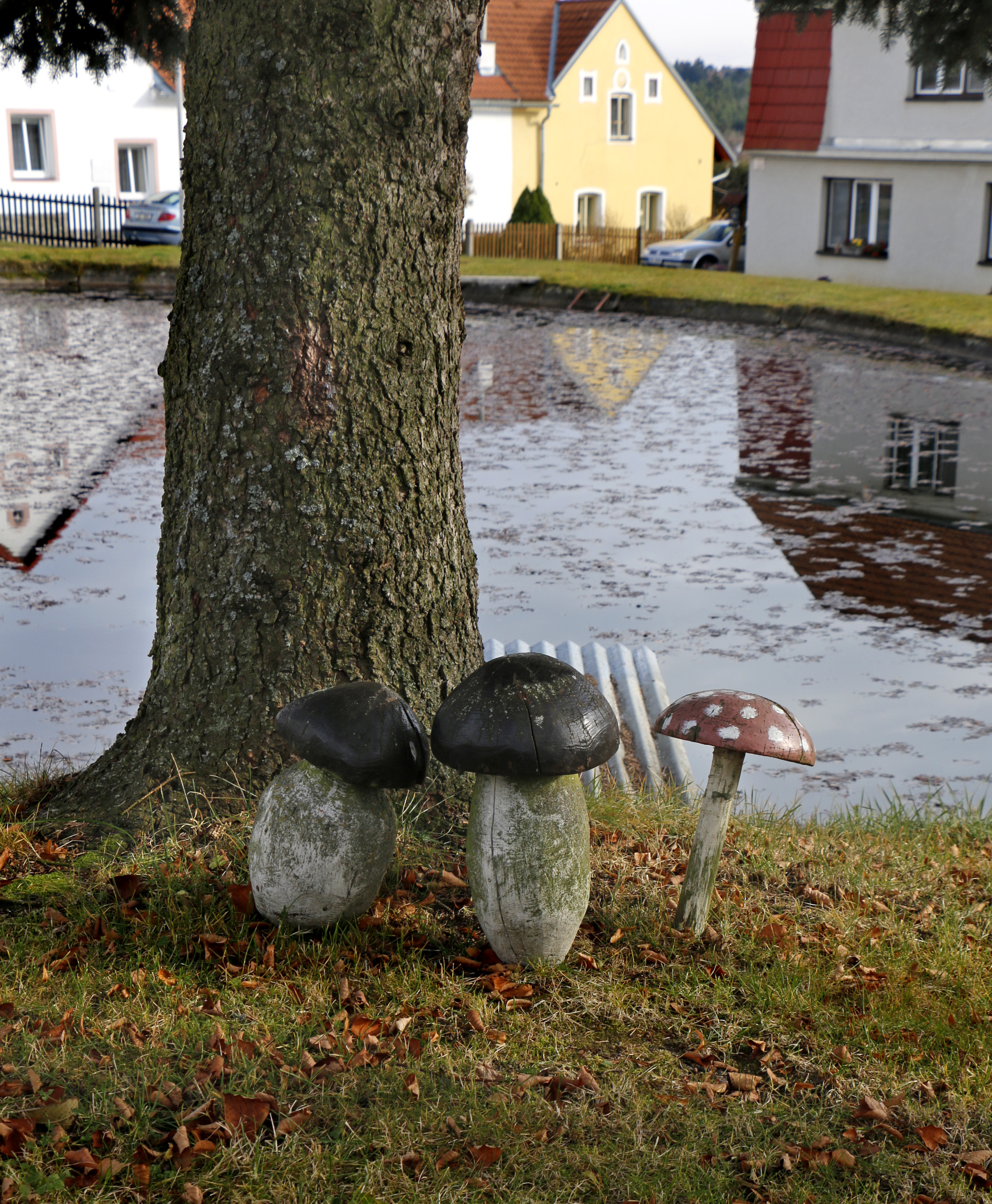
Houby na návsi